# Hymenophyllum badium
Hymenophyllum badium là một loài dương xỉ trong họ Hymenophyllaceae. Loài này được Hook. & Grev. mô tả khoa học đầu tiên năm 1828.